# Singoli al numero uno nella Billboard Hot 100 nel 2013

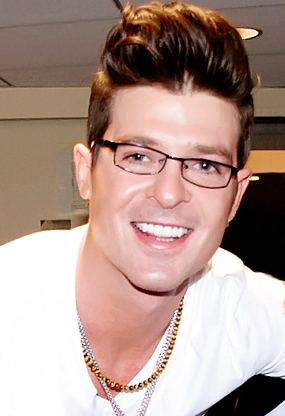
Blurred Lines di Robin Thicke è il singolo con più settimane al numero uno nel 2013 nonché la prima numero uno del cantante statunitense.

Di seguito è proposta la lista dei singoli al numero uno nella Billboard Hot 100 nel 2013.
La Billboard Hot 100 è una classifica dei singoli più venduti negli Stati Uniti d'America redatta dal magazine Billboard e stilata sulla base dei dati di vendita calcolati non solo sugli album venduti "fisicamente", ma anche sulle vendite digitali, sui passaggi in radio e dallo streaming.
Durante il 2013 sono state 11 le canzoni che hanno raggiunto la prima posizione della Billboard Hot 100, alle quali si aggiunge Locked Out of Heaven di Bruno Mars che aveva iniziato il suo dominio nel 2012.
Nel 2013 sono stati otto gli artisti che hanno ottenuto la prima numero uno della carriera negli Stati Uniti, ovvero Macklemore & Ryan Lewis, Wanz, Baauer, Ray Dalton, Robin Thicke, Miley Cyrus e Lorde. Nate Ruess, nonostante avesse già ottenuto una numero uno come parte del gruppo Fun., ha ottenuto la sua prima numero uno da solista.
Thrift Shop, il singolo di debutto di Macklemore & Ryan Lewis, è stato il singolo di maggior successo del 2013, stanziando in vetta alla Billboard Hot 100 per 6 settimane non consecutive e raggiungendo anche la prima posizione della classifica di fine anno Billboard Year-End Hot 100. Anche il secondo singolo del duo, Can't Hold Us, ha raggiunto la vetta della classifica, facendoli diventare i primi artisti con i primi due singoli in classifica che raggiungono la prima posizione, precedentemente accaduto con Lady Gaga con le sue Just Dance e Poker Face nel 2009.

Baauer ha ottenuto la sua prima numero uno grazie a Harlem Shake. Rilasciata inizialmente nel giugno 2012, la canzone non ha ottenuto un grande successo fino al febbraio 2013, quando è diventata virale grazie a dei video sulla piattaforma YouTube e ai meme e ai flash mob organizzati sulla base di questa canzone.
When I Was Your Man è diventato il quinto singolo di Bruno Mars a raggiungere la vetta della Hot 100. Grazie a questo risultato, Mars è diventato l'artista maschio che ha impiegato il minor tempo a ottenere cinque numero uno sin da Elvis Presley. When I Was Your Man è diventata anche la seconda canzone accompagnata esclusivamente da pianoforte e voce che ha raggiunto la vetta della Hot 100, dopo Someone Like You di Adele (2011).
Con il suo singolo di debutto, Royals, la cantautrice neozelandese Lorde è diventata la più giovane solista a ottenere un singolo in vetta alla Hot 100 sin da I Think We're Alone Now (1988) della cantante Tiffany (cantante). La canzone è rimasta in vetta alla classifica per 9 settimane consecutive, diventando il secondo brano con il maggior numero di settimana in vetta alla Hot 100 del 2013.
The Monster, singolo di Eminem in collaborazione con Rihanna, è diventata la quinta numero uno del rapper, eguagliando P. Diddy e Ludacris come i rapper con il maggior numero di numero uno nella Hot 100. Rihanna, invece, è diventata la terza artista con il maggior numero di numero uno negli Stati Uniti (13), insieme a Michael Jackson.
Blurred Lines, singolo di Robin Thicke in collaborazione con T.I. e Pharrell, è stata la canzone con la più permanenza in vetta alla classifica nel 2013, con 12 settimane consecutive.
Macklemore & Ryan Lewis e Bruno Mars sono stati gli unici artisti che hanno ottenuto più di una numero uno durante il 2013, con due ciascuno.

## Hot 100

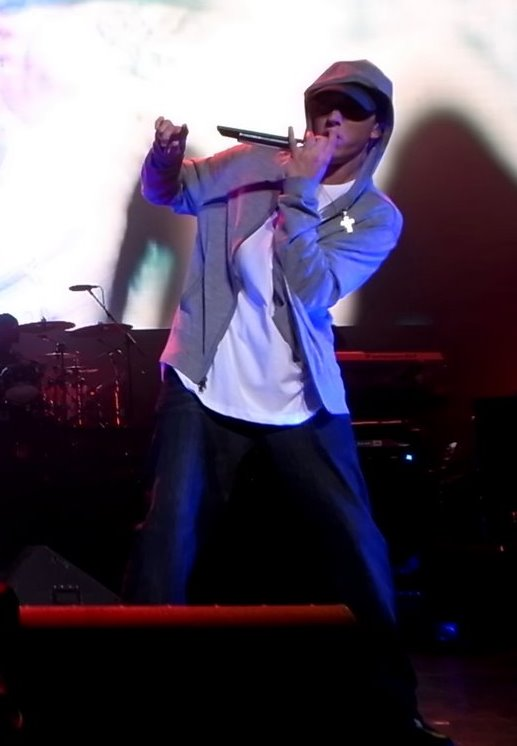
Con il brano The Monster, Eminem è diventato il rapper con più numero uno nella Hot 100.

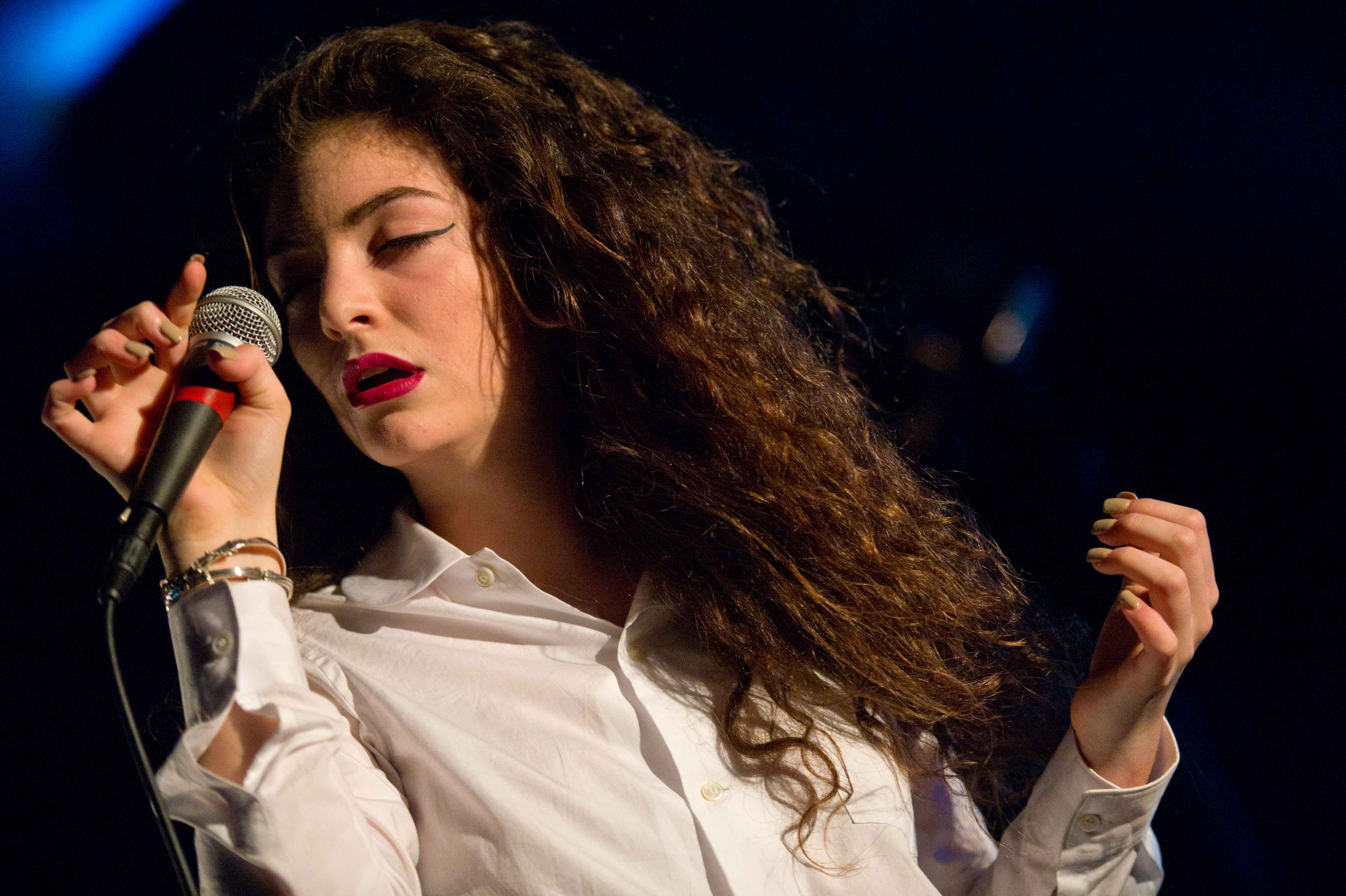
Lorde, grazie a Royals, è diventata l'artista solista più giovane a ottenere una numero uno sulla Hot 100, sin dal 1987 quando I Think We're Alone Now di Tiffany raggiunse la prima posizione.

| † | Indica la canzone con le migliori prestazioni del 2013 |

| Data         | Brano                 | Artista                                     | Totale settimane al numero uno | Fonti  |
| ------------ | --------------------- | ------------------------------------------- | ------------------------------ | ------ |
| 5 gennaio    | Locked Out of Heaven  | Bruno Mars                                  | 6                              | [ 12 ] |
| 12 gennaio   | Locked Out of Heaven  | Bruno Mars                                  | 6                              | [ 13 ] |
| 19 gennaio   | Locked Out of Heaven  | Bruno Mars                                  | 6                              | [ 14 ] |
| 26 gennaio   | Locked Out of Heaven  | Bruno Mars                                  | 6                              | [ 15 ] |
| 2 febbraio   | Thrift Shop †         | Macklemore & Ryan Lewis feat. Wanz          | 6                              | [ 16 ] |
| 9 febbraio   | Thrift Shop †         | Macklemore & Ryan Lewis feat. Wanz          | 6                              | [ 17 ] |
| 16 febbraio  | Thrift Shop †         | Macklemore & Ryan Lewis feat. Wanz          | 6                              | [ 18 ] |
| 23 febbraio  | Thrift Shop †         | Macklemore & Ryan Lewis feat. Wanz          | 6                              | [ 19 ] |
| 2 marzo      | Harlem Shake          | Baauer                                      | 5                              | [ 20 ] |
| 9 marzo      | Harlem Shake          | Baauer                                      | 5                              | [ 21 ] |
| 16 marzo     | Harlem Shake          | Baauer                                      | 5                              | [ 22 ] |
| 23 marzo     | Harlem Shake          | Baauer                                      | 5                              | [ 23 ] |
| 30 marzo     | Harlem Shake          | Baauer                                      | 5                              | [ 24 ] |
| 6 aprile     | Thrift Shop †         | Macklemore & Ryan Lewis feat. Wanz          | 6                              | [ 25 ] |
| 13 aprile    | Thrift Shop †         | Macklemore & Ryan Lewis feat. Wanz          | 6                              | [ 26 ] |
| 20 aprile    | When I Was Your Man   | Bruno Mars                                  | 1                              | [ 27 ] |
| 27 aprile    | Just Give Me a Reason | Pink feat. Nate Ruess                       | 3                              | [ 28 ] |
| 4 maggio     | Just Give Me a Reason | Pink feat. Nate Ruess                       | 3                              | [ 29 ] |
| 11 maggio    | Just Give Me a Reason | Pink feat. Nate Ruess                       | 3                              | [ 30 ] |
| 18 maggio    | Can't Hold Us         | Macklemore & Ryan Lewis feat. Ray Dalton    | 5                              | [ 31 ] |
| 25 maggio    | Can't Hold Us         | Macklemore & Ryan Lewis feat. Ray Dalton    | 5                              | [ 32 ] |
| 1º giugno    | Can't Hold Us         | Macklemore & Ryan Lewis feat. Ray Dalton    | 5                              | [ 33 ] |
| 8 giugno     | Can't Hold Us         | Macklemore & Ryan Lewis feat. Ray Dalton    | 5                              | [ 34 ] |
| 15 giugno    | Can't Hold Us         | Macklemore & Ryan Lewis feat. Ray Dalton    | 5                              | [ 35 ] |
| 22 giugno    | Blurred Lines         | Robin Thicke feat. T.I. & Pharrell Williams | 12                             | [ 36 ] |
| 29 giugno    | Blurred Lines         | Robin Thicke feat. T.I. & Pharrell Williams | 12                             | [ 37 ] |
| 6 luglio     | Blurred Lines         | Robin Thicke feat. T.I. & Pharrell Williams | 12                             | [ 38 ] |
| 13 luglio    | Blurred Lines         | Robin Thicke feat. T.I. & Pharrell Williams | 12                             | [ 39 ] |
| 20 luglio    | Blurred Lines         | Robin Thicke feat. T.I. & Pharrell Williams | 12                             | [ 40 ] |
| 27 luglio    | Blurred Lines         | Robin Thicke feat. T.I. & Pharrell Williams | 12                             | [ 41 ] |
| 3 agosto     | Blurred Lines         | Robin Thicke feat. T.I. & Pharrell Williams | 12                             | [ 42 ] |
| 10 agosto    | Blurred Lines         | Robin Thicke feat. T.I. & Pharrell Williams | 12                             | [ 43 ] |
| 17 agosto    | Blurred Lines         | Robin Thicke feat. T.I. & Pharrell Williams | 12                             | [ 44 ] |
| 24 agosto    | Blurred Lines         | Robin Thicke feat. T.I. & Pharrell Williams | 12                             | [ 45 ] |
| 31 agosto    | Blurred Lines         | Robin Thicke feat. T.I. & Pharrell Williams | 12                             | [ 46 ] |
| 7 settembre  | Blurred Lines         | Robin Thicke feat. T.I. & Pharrell Williams | 12                             | [ 47 ] |
| 14 settembre | Roar                  | Katy Perry                                  | 2                              | [ 48 ] |
| 21 settembre | Roar                  | Katy Perry                                  | 2                              | [ 49 ] |
| 28 settembre | Wrecking Ball         | Miley Cyrus                                 | 3                              | [ 50 ] |
| 5 ottobre    | Wrecking Ball         | Miley Cyrus                                 | 3                              | [ 51 ] |
| 12 ottobre   | Royals                | Lorde                                       | 9                              | [ 52 ] |
| 19 ottobre   | Royals                | Lorde                                       | 9                              | [ 53 ] |
| 26 ottobre   | Royals                | Lorde                                       | 9                              | [ 54 ] |
| 2 novembre   | Royals                | Lorde                                       | 9                              | [ 55 ] |
| 9 novembre   | Royals                | Lorde                                       | 9                              | [ 56 ] |
| 16 novembre  | Royals                | Lorde                                       | 9                              | [ 57 ] |
| 23 novembre  | Royals                | Lorde                                       | 9                              | [ 58 ] |
| 30 novembre  | Royals                | Lorde                                       | 9                              | [ 59 ] |
| 7 dicembre   | Royals                | Lorde                                       | 9                              | [ 60 ] |
| 14 dicembre  | Wrecking Ball         | Miley Cyrus                                 | 3                              | [ 61 ] |
| 21 dicembre  | The Monster           | Eminem feat. Rihanna                        | 4                              | [ 62 ] |
| 28 dicembre  | The Monster           | Eminem feat. Rihanna                        | 4                              | [ 63 ] |

Note:
1. ↑  Ha raggiunto il numero uno anche nel 2012
2. ↑  Ha raggiunto il numero uno anche nel 2014